# Lestes jerrelli
Lestes jerrelli là loài chuồn chuồn trong họ Lestidae. Loài này được Tennessen miêu tả khoa học đầu tiên năm 1997.